# مروزاس
مروزاس یکی از فرماندهان نظامی ایرانی در زمان حکومت شاهنشاه هرمز چهارم ساسانی (حک. ۵۷۹–۵۹۰) بود. سپاه مروزاس در جنگ سیلوان از سپاه بیزانس به فرماندهی ژرمانوس شکست خورد و خود او نیز کشته شد.